# Bicaz (gmina)
Bicaz – gmina w Rumunii, w okręgu Marmarosz. Obejmuje miejscowości Bicaz, Ciuta i Corni. W 2011 roku liczyła 1124 mieszkańców.